# Chris Ballard
Chris Ballard (Galveston, 24 giugno 1969) è un dirigente sportivo statunitense, attualmente general manager degli Indianapolis Colts della National Football League (NFL)..
Prima di essere ingaggiato dai Colts, Ballard fu dirigente dei Kansas City Chiefs, dove svolgeva il ruolo di direttore della gestione sportiva. Fu anche un osservatore dei college per i Chicago Bears, e allenatore di diversi ruoli per la Texas A&M University-Kingsville

## Biografia
Ballard nacque a Galveston (Texas). Nonostante soffrisse di asma, i suoi genitori gli permisero di giocare a football americano sin da giovane età. Fu un quarterback di successo durante le scuole superiori. Ballard era tifoso dei Pittsburgh Steelers e il suo giocatore preferito era Terry Bradshaw. Ballard frequentò l'Università del Wisconsin e venne spostato a wide receiver durante la sua stagione da freshman.

## Carriera

### Texas A&M-Kingsville
Ballard venne ingaggiato come allenatore dalla Texas A&M-Kingsville. Durante una sessione d'allenamento dei wide receiver, Ballard si ruppe la clavicola. Durante questo periodo, allenò i defensive back.

### Chicago Bears
Ballard si unì allo staff di Jerry Angelo dei Chicago Bears nel 2001. Lavorò per i Bears per dodici anni. Nel 2012 venne promosso a direttore degli osservatori del college, mansione che ricoprì per un anno prima di essere ingaggiato dai Kansas City Chiefs.
Durante il suo periodo ai Bears, Ballard fu decisivo in molte acquisizioni importanti, come quelle di Matt Forté, Johnny Knox, Brandon Marshall e Martellus Bennett.

### Kansas City Chiefs
Prima dell'inizio della stagione 2013, Ballard fu assunto dai Kansas City Chiefs come direttore del personale giocatori, posizione che occupò fino alla fine della stagione 2014, quando venne promosso a direttore della dirigenza sportiva.
Rimase con i Chiefs fino al termine della stagione 2016. Durante il periodo ai Chiefs, Ballard influì molto nelle scelte ai draft, tra le quali ci sono Travis Kelce, Tyreek Hill e Marcus Peters.

### Indianapolis Colts
Durante i play-off della stagione 2016, Ballard fu assunto come general manager dagli Indianapolis Colts, dopo che questi licenziarono Ryan Grigson.
Iniziò subito la ricostruzione della squadra, soprattutto nella difesa; svincolò quattro titolari della passata stagione. La prima stagione da general manager fu deludente a causa soprattutto della mancanza del franchise quarterback Andrew Luck, finita con un record di 4–12, che portò il licenziamento del capo-allenatore Chuck Pagano.
L'11 febbraio 2018, i Colts ingaggiarono Frank Reich, ex coordinatore offensivo dei Philadelphia Eagles e fresco vincitore del Super Bowl LII. Il Draft NFL 2018 per i Colts si aprì con la sesta scelta assoluta, con la quale selezionarono il guard Quenton Nelson, per poi scegliere il linebacker Darius Leonard nel secondo giro: nella loro stagione da rookie, questi si dimostrarono fondamentali per la ricostruzione della squadra in attacco e in difesa, vennero entrambi nominati nel First Team All-Pro e nel PFWA All-Rookie Team per il 2018. Dopo un lento inizio di stagione con un record di 1–5, i Colts trovarono il loro ritmo e vinsero cinque partite consecutive e nove delle ultime dieci, assicurandosi la prima partecipazione ai play-off dal 2014 e divenendo la terza squadra nella storia a riuscire in tale impresa partendo con un record di 1–5. I Colts sconfissero gli Houston Texans nel Wild Card Game, ma la loro stagione si concluse con la sconfitta nel Divisional Play-off contro i primi in classifica Kansas City Chiefs. Luck si piazzò al secondo posto della NFL con 39 passaggi da touchdown. Il 17 gennaio 2019 Ballard fu premiato dalla PFWA come dirigente dell'anno della NFL.